# Josef von Gadolla

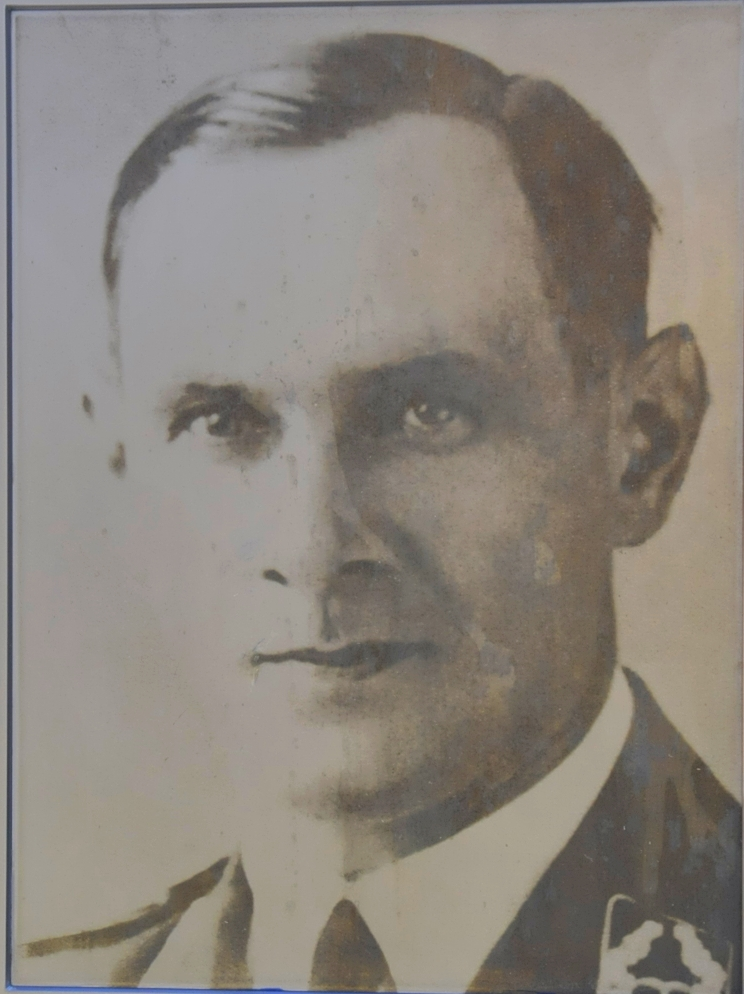
Porträt von Josef Ritter von Gadolla auf einer Gedenktafel am Neuen Rathaus in Gotha

Josef Ritter von Gadolla (* 14. Januar 1897 in Graz; † 5. April 1945 in Weimar) war ein österreichisch-deutscher Oberstleutnant. Als Kampfkommandant von Gotha in Thüringen sorgte er am Ende des Zweiten Weltkriegs dafür, dass die Stadt vor umfangreichen Zerstörungen verschont blieb.

## Leben

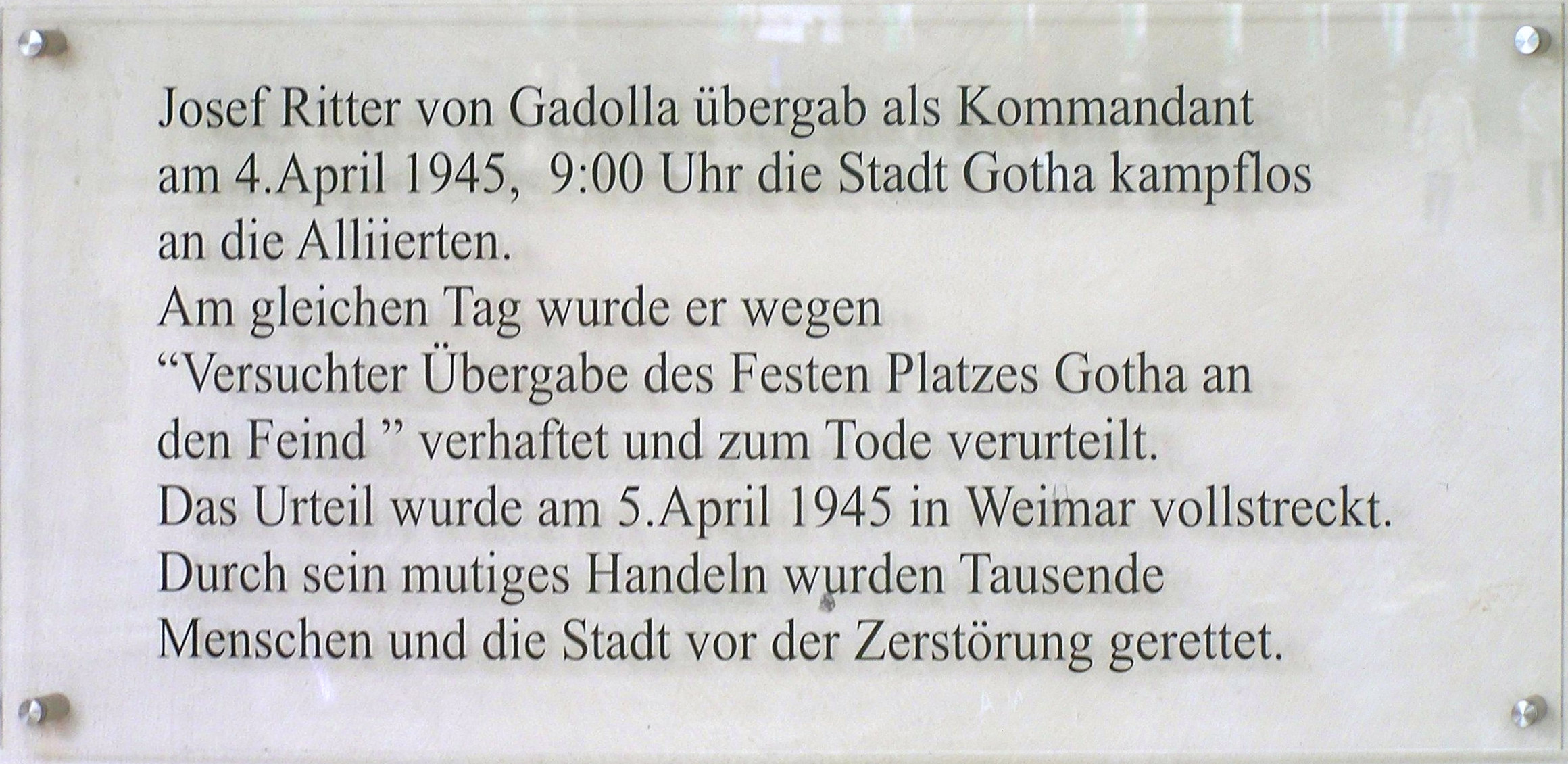
Erläuterungstext unter der Gedenktafel auf Schloss Friedenstein in Gotha

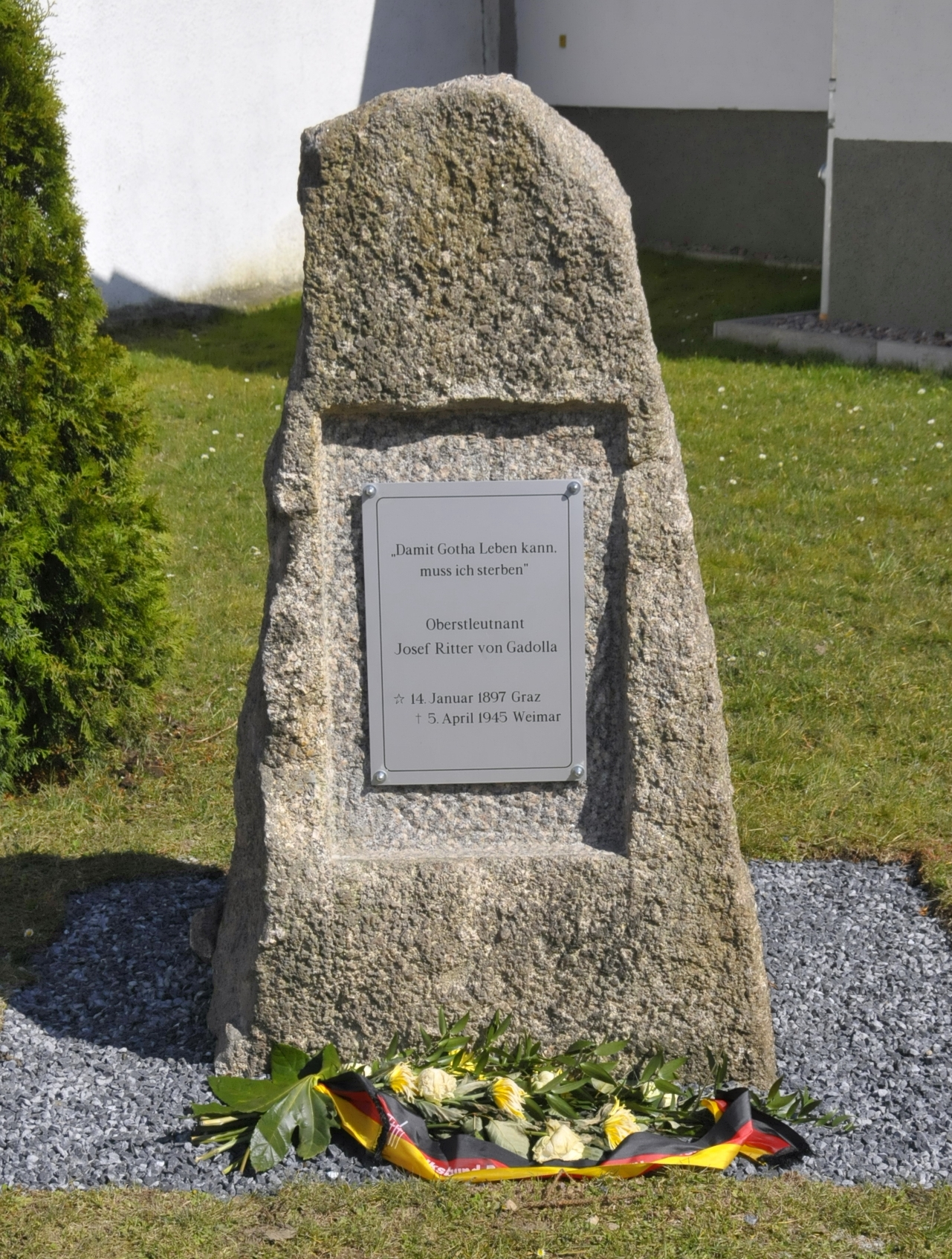
Gadolla-Gedenkstein in Boilstädt, an der Stelle seiner Verhaftung beim Gasthaus „Wiesengrund“

### Herkunft und Jugend
Josef Ritter von Gadolla wurde in Graz als Sohn einer steirischen Adelsfamilie geboren. Er ist ein Enkel von Franz Ritter von Gadolla (geb. 1797 in Blagovna bei Šentjur, 1866 gest. in Graz) und über dessen Ururgroßmutter Regina Konstancija ein Nachfahre von Vajkard Valvassor. Von 1904 bis 1909 besuchte er die fünfklassige Volksschule in Graz.

### Berufliche Laufbahn in Österreich
In der Tradition seiner Offiziersfamilie besuchte er eine Militärschule in der Steiermark und absolvierte ab 1913 die Infanterie-Kadettenschule in Graz. Er sprach slowenisch und kroatisch. Nach der Ausmusterung am 17. August 1917 erhielt er eine Abkommandierung an die Italienfront. Als Zugkommandant wurde er am 1. Mai 1918 zum Leutnant befördert. Am 1. August 1919 trat von Gadolla in die Armee der neu gegründeten Republik Österreich ein. Als Hauptmann diente er 1933 im Steirischen Alpenregiment Nr. 9. 1936 erhielt er seine Beförderung zum Major und wechselte zur neuen österreichischen Fliegertruppe.
Noch während seiner Zeit in Österreich heiratete Josef Ritter von Gadolla die geborene Alma Sampl (geb. 1906 in Ljubljana, gest. 1969). Die Heirat galt als nicht standesgemäß. 1926 wurde Tochter Ingeborg in Straß geboren, später verehelichte Smith. Sie emigrierte 1950 nach Australien und verstarb 1999 in Perth.

### Karriere im Dritten Reich
Ab 1938 wurde von Gadolla nach dem Anschluss Österreichs an den NS-Staat in die Luftwaffe als Sachbearbeiter übernommen. Danach arbeitete er im Wehrbezirkskommando Marktredwitz. Als Oberstleutnant wurde er am 1. Juni 1943 erster Wehrbezirksoffizier und später Kommandeur des Wehrmeldeamtes Gotha, welches sich im Gebäude des heutigen Einkaufszentrums Kaufland befand. Im Januar 1945 wurde von Gadolla zum Standortältesten und danach zum Kampfkommandanten Gothas ernannt.
Seine Frau Alma und Tochter Ingeborg zogen mit ihm nach Marktredwitz und blieben auch dort, während er in Gotha war.

### Befehlsverweigerung in Gotha
Als Standortältester und späterer Kampfkommandant Gothas wurde Josef Ritter von Gadolla am 1. Februar 1945 auf das Militärstrafgesetzbuch verpflichtet, in dem verankert war, dass der zuständige Kampfkommandant den ihm übertragenen Standort bis zum Tode zu verteidigen habe.
Ab Februar 1945 war die Kommandozentrale des Kampfkommandanten im Keller des Ostturmes des Schlosses Friedenstein untergebracht. Eine Bombardierung im Zusammenhang mit dem Vorrücken der amerikanischen Truppen hätte damit die Zerstörung des Schlosses bedeutet.
Als Ende März/Anfang April 1945 die amerikanischen Truppen vor den Toren der Stadt Gotha standen, stand von Gadolla vor der Frage, ob und wie die Stadt zu verteidigen sei. Da keine nennenswerte Anzahl von Soldaten und Gerät in Gotha waren und sich die örtlichen NSDAP-Funktionäre bereits in Richtung Erfurt und Weimar abgesetzt hatten, entschloss er sich, dem Befehl nicht Folge zu leisten und Gotha kampflos an die Amerikaner zu übergeben.
So schickte Ritter von Gadolla die Reste des einheimischen Volkssturms nach Hause und gab zum Schutze der Zivilbevölkerung den Befehl, die Kapitulation vorzubereiten. Auf öffentlichen Plätzen wie auch auf Schloss Friedenstein wurden weiße Fahnen gehisst. Um die Kapitulation zu übermitteln, fuhr von Gadolla den Panzerspitzen der 3. US-Panzerdivision entgegen, wurde aber von Wehrmachtssoldaten in Boilstädt abgefangen und nach Weimar in die Mackensen-Kaserne am Ettersberg überführt.
Im Morgengrauen des 4. April 1945 stoppten die Amerikaner den Beschuss der Stadt, nachdem die weißen Fahnen auf Schloss und Rathaus gesichtet worden waren. Bereits vor dem Überflug einer alliierten Bomberflotte hatten amerikanische Streitkräfte die Arnoldischule und die Handelsschule in der Eisenacher Straße besetzt, die als Lazarette genutzt wurden. In den Gebäuden wurden 400 verwundete Soldaten zu Kriegsgefangenen erklärt. Ebenfalls in den frühen Morgenstunden kam ein Amerikaner gemeinsam mit einem deutschen Unteroffizier als Dolmetscher ins Rathaus zur Klärung der Bedingungen für die Übergabe der Stadt. Gespräche zur Vorbereitung wurden erneut in der bereits besetzten Arnoldischule geführt und abschließend zurück im Rathaus eine bedingungslose Übergabeerklärung formuliert. Gegen 9:00 Uhr am Morgen fand die förmliche Übergabe der Stadt an die Amerikaner statt. Obwohl von Gadolla selbst die Stadt nicht übergeben konnte, hatte er als verantwortlicher Kommandant bewusst gegen den Führerbefehl gehandelt und mit diesem Entschluss der Stadt die Zerstörung und den Einwohnern schweres Leid erspart. Diesen beherzten Entschluss bezahlte er mit seinem Leben.

Einen Tag nach der Kapitulation Gothas wurde von Gadolla am 5. April 1945 in der Weimarer Mackensen-Kaserne wegen der „Aufgabe des festen Platzes Gotha“ zum Tode verurteilt und standrechtlich erschossen. Als seine letzten Worte sind überliefert: „Damit Gotha leben kann, muss ich sterben!“ Mit dem Todesurteil wurde von Gadolla ein Opfer der NS-Militärjustiz. Das Grab von Josef von Gadolla wurde nie gefunden. Auch die Verantwortlichen für das Todesurteil konnten nie ermittelt werden. Das Urteil wurde am 30. Dezember 1997 durch das Thüringer Oberlandesgericht aufgehoben und er damit rehabilitiert. Dieses Urteil war bahnbrechend, da mit ihm erstmals in der deutschen Rechtsprechung pauschal alle Deserteure und Befehlsverweigerer der Deutschen Wehrmacht von jeder Schuld freigesprochen und ihre Verurteilung als rechtswidrig erklärt wurden. Vorher geschah dies nur in wenigen Fällen nach Einzelprüfungen. Von der Republik Österreich wurde er bereits am 23. März 1948 rehabilitiert.

## Gedenken
Josef Ritter von Gadolla rettete durch die Missachtung militärischer Befehle neben der Zivilbevölkerung den historischen Stadtkern sowie den ehemaligen Stammsitz der Ernestiner, die Residenzschlossanlage Friedenstein, vor der Zerstörung. 30 Jahre später wurde allerdings unter kommunistischer Regierung der westliche Teil der Altstadt abgerissen und durch Plattenbauten ersetzt. In Gotha erinnern heute eine nach ihm benannte Straße, eine Tafel auf Schloss Friedenstein mit seinen letzten Worten und eine Gedenkstelle vor dem Neuen Rathaus in Gotha an den Retter der Stadt, dem am 1. Februar 1995 durch den Stadtrat der Titel „Verdienter Bürger der Stadt Gotha“ verliehen wurde. Die militärische Traditionspflege übernimmt seit März 2001 das in Gotha stationierte Aufklärungsbataillon 13, dessen Festsaal in der Friedenstein-Kaserne nach von Gadolla benannt ist.
Am 3. April 2015 wurde in Boilstädt, einem Ortsteil der Stadt Gotha, ein Gedenkstein mit Informationstafel eingeweiht; bei der Einweihung war die Nichte Gadollas, Helma-Doris Leinich aus Graz, anwesend.
Anant Kumar, Stadtschreiber von Gotha, richtete 2015 für die Gothaer Schulen einen Wettbewerb aus, in dem ein Kurzessay „über die Erben von Mohandas Karamchand Gandhi, Doktor Martin Luther King und Josef Ritter von Gadolla“ verfasst werden sollte.
In Graz wurde 2000 im 17. Bezirk (Puntigam) der Gadollaweg nach ihm benannt. Am 5. April 2013 wurde vor der Grazer Münzgrabenkirche ein Denkmal zu seinen Ehren enthüllt.
Im September 2014 beschloss der Grazer Gemeinderat, den Platz gegenüber der Stadthalle, zentral im 6. Bezirk, „Gadollaplatz“ zu nennen. Niko Swatek beantragte Ende Oktober 2019 im Grazer Gemeinderat die Ehrenbürgerschaft für Gadolla.
Josef von Gadolla wurde im Jahr 2015 als Glaubenszeuge in der 6. Auflage des Deutschen Martyrologiums des 20. Jahrhunderts aufgenommen.
Nachdem das Thüringer Innenministerium 2017 erstmals der postumen Verleihung einer Ehrenbürgerschaft zugestimmt hatte, wurde Gadolla im Mai 2018 zum Ehrenbürger Gothas ernannt.
2020 produzierte das MDR-Fernsehen eine Dokumentation über Gadolla „Der Retter von Gotha – Ritter von Gadolla“. Als Fachberater wurde der deutsche Militärhistoriker Jürgen Möller hinzugezogen, der insbesondere über die amerikanische Besetzung 1944/45 in Mitteldeutschland forscht.

## Militärische Auszeichnungen (Stand 1933)
- Verwundetenmedaille
- Karl-Truppenkreuz
- Bronzene Tapferkeitsmedaille
- Militärverdienstkreuz III. Klasse mit der Kriegsdekoration und Schwertern